# August Syrjäläinen
August Syrjäläinen (Vyborg, 24 aprile 1891 – Espoo, 18 maggio 1960) è stato un calciatore finlandese, di ruolo portiere.

## Carriera

### Nazionale
Ha collezionato 5 presenze con la propria Nazionale.